# Attaque par corrélation
Une attaque par corrélation est une méthode de cryptanalyse utilisée contre le chiffrement par flot. Celui-ci utilisant des générateurs pseudo-aléatoires, il est possible d'exploiter l'existence d'une éventuelle corrélation entre la sortie du générateur pseudo-aléatoire et celle d'un des registres utilisés pour déchiffrer les données.